# Battaglia di Glenmama
La battaglia di Glenn Máma (irlandese: Cath Ghleann Máma) o Glenmama fu una battaglia che si svolse nella contea di Wicklow nel 999. Fu l'unico scontro della breve rivolta Leinster del 999-1000 contro il re del Munster, Brian Boru. Le forze combinate del regno del Munster e del regno di Mide, guidate da re Brian Boru e dall'Alto re d'Irlanda, Máel Sechnaill II, inflissero una dura sconfitta all'esercito alleato di Leinster e Dublino, guidato da re Máel Mórda di Leinster.
I due eserciti si incontrarono in una stretta valle tra i Monti Wicklow, e portò alla fuga dell'esercito di Máel Mórda in almeno tre direzioni. Furono inseguiti, e i componenti della parte più consistente dell'esercito furono uccisi quando raggiunsero alcuni guadi del fiume Liffey. Anche i principali comandanti furono uccisi o catturati.
La battaglia si concluse con l'occupazione di Dublino da parte degli uomini di Munster, e con la sottomissione di Máel Mórda e di re Sigtrygg Barba di Seta di Dublino a Brian Boru. Questa soluzione non si dimostrò duratura, e sfociò nella seconda rivolta Leinster contro Brian, culminata nella Battaglia di Clontarf del 1014.

## Fonti
La battaglia viene citata in molti annali irlandesi: Annali dei Quattro Maestri, Annali dell'Ulster, the Cronaca degli Scoti and the Annali di Inisfallen. Gli annali irlandesi "costituiscono una collezione importante ed unica di registrazioni annuali di eventi politici ed ecclesiastici", dato che furono scritti monasteri irlandesi dalla metà del VI secolo alla fine del XVI secolo. Nonostante le citazioni del periodo pre-cristiano siano storicamente incerte, quelle a partire dalla fine del VI secolo sono contemporanee. L'analisi degli annali ha fornito una cronologia degli eventi dell'Irlanda medievale.
Ci sono incroci fra vari annali, parti dei quali furono copiati da uno all'altro, ma ognuno contiene cose particolari del monastero e del distretto in cui fu redatto. Gli Annali dell'Ulster riflettono il punto di vista delle contee di Armagh, Fermanagh, Londonderry e della parte settentrionale della provincia di Connacht. Furono scritti da Cathal Mac Manus, un sacerdote cattolico del XV secolo, e sono considerati uno dei più importanti, "forse il principale", registri di eventi dell'Irlanda medievale. La Cronaca degli Scoti (con gli Annali di Tigernach, gli Annali di Clonmacnoise e di Roscrea) contiene eventi politici ed ecclesiastici del monastero di Clonmacnoise e dei dintorni di Leinster. Gli Annali di Innisfallen contengono il punto di vista di Munster, in particolare del monastero di Emly.
Negli anni 1630, i testi di questi annali furono rilegati in un unico, enorme compendio noto come Annali dei Quattro Maestri. Durante questo processo gli autori modificarono la cronologia ed il contenuto di una parte del materiale, il che lo rende cronologicamente inaffidabile. Viene comunque riconosciuto che permisero ai posteri di ottenere materiale che sarebbe stato altrimenti perso,, compresa la più dettagliata descrizione di questa battaglia.
La battaglia viene anche citata nel più antico (XII secolo), Cogadh Gaedhel re Gallaibh, recentemente edito da James Henthorn Todd (1867), che comprende un poema bardico che commemora lo scontro. "In parte racconto ed in parte romanzo", fu scritto basandosi sugli annali esistenti come propaganda per la glorificazione di Brian Boru e della dinastia Dál gCais. Recentemente è stata messa in discussione la sua utilità come fonte storica; secondo il medievalista del XX secolo Donnchadh Ó Corráin, "ha influenzato la storiografia, medievale e moderna, ben oltre le proporzioni della sua veridicità". Gli storici riconoscono comunque ancora il fatto che contiene "le più saghe irlandesi e le romanze storiche riguardanti i Vichinghi".
Todd include nella sua traduzione del Cogadh Gaedhel re Gallaibh una lunga nota del reverendo John Francis Shearman, primo curato cattolico delle vicinanze di Dunlavin, contea di Wicklow, uno dei più probabili luoghi in cui si svolse la battaglia. Interpretò i reperti archeologici come prove del fatto che il luogo fosse quello. Questa teoria non viene più considerata valida, e vari altri luoghi sono stati ipotizzati basandosi sulle prove letterarie.

## Contesto storico
Nel 997, ad un incontro reale nei pressi di Clonfert, Brian Boru, re del Munster, si trovò con il suo eterno rivale Máel Sechnaill mac Domnaill, il quale era al tempo Alto re d'Irlanda. Nonostante l'idea che il titolo di Alto re sia principalmente un'invenzione anacronistica, entrò in voga nel X secolo per indicare un re che aveva allargato il proprio potere su territori esterni. Máel Sechnaill lo era diventato dopo la battaglia di Tara del 980.
I due re fecero una tregua, con la quale a Brian veniva garantito il controllo della metà meridionale dell'Irlanda, mentre Máel Sechnaill si sarebbe tenuto la metà settentrionale ed il titolo di Alto re. In onore di questo accordo, Máel Sechnaill restituì a Brian gli ostaggi che aveva preso a Dublino e Leinster; e nel 998 Brian rse a Máel Sechnaill gli ostaggi di Connacht. Nello stesso anno Brian e Máel Sechnaill iniziarono a cooperare contro i norreni di Dublino per la prima volta.
Più tardi, nel 999, gli abitanti di Leinster, storicamente ostili alla dominazione di Uí Néill o del re del Munster, si allearono con i norreni di Dublino iniziando una rivolta contro Brian. Secondo gli Annali dei Quattro Maestri del XVII secolo, una profezia avrebbe predetto la battaglia di Glenmama.

## La battaglia

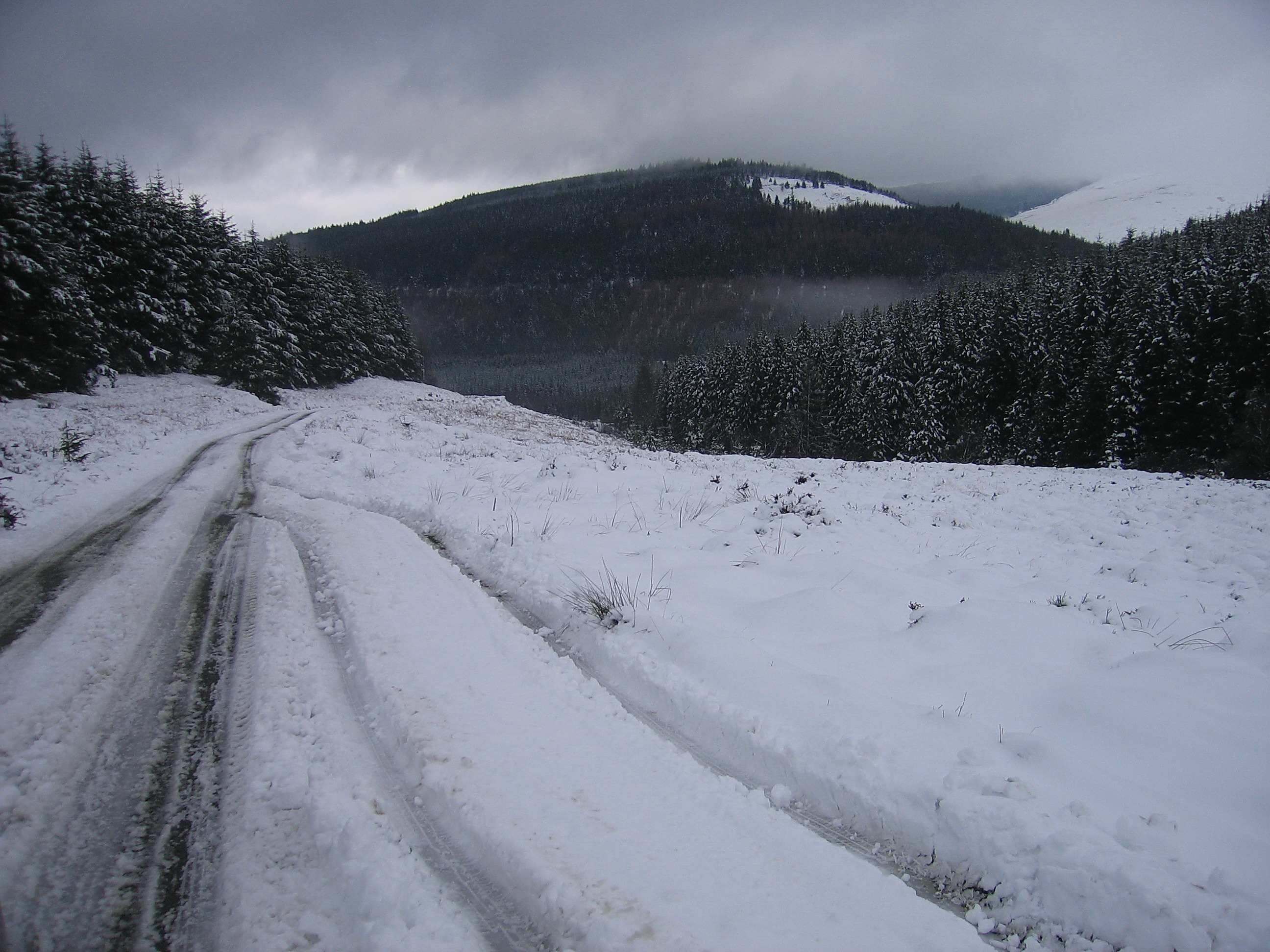
La battaglia di Glenmama fu combattuta in un passo della valle dei Monti Wicklow in inverno

Gli Annali dei Quattro Maestri affermano che Brian e Máel Sechnaill unirono le  loro forze, e secondo gli Annali dell'Ulster incontrarono l'esercito di Leinster-Dublino a Glenmama giovedì 30 dicembre 999. Glenmama, vicino a Dunlavin nella contea di Wicklow, era l'antica roccaforte dei Sovrani del Leinster. Secondo Shearman c'era una valle che divideva una piccola catena dei monti Wicklow. La parete meridionale si affacciava sull'odierna città di Dunlavin.
"Sembra che i norreni pensassero di raggiungere Dunlavin, e che si siano accampati là per incontrare le forze di Mide e di Munster". Sembra a Shearman che Brian abbia anticipato i propri movimenti, tagliando loro la ritirata "nello stretto passaggio" di Glenmama. Senza posto per un incontro regolare, la fuga dell'esercito danese deve essere iniziata immediatamente. Il corpo principale dell'esercito si spostò presso il guado di Lemmonstown, dove si dice che siano caduti in migliaia. I resti dell'esercito sconfitto fuggirono un chilometro ad est del guado a Hollywood, dove furono spinti al guado di Horsepass sul fiume Liffey.
Un piccolo gruppo di cavalleria fuggì attraverso Glanvigha, forse raggiungendo un guado del Liffey a Ballymore Eustace, ed alcuni di loro morirono attraversando il Tubber. Un terzo gruppo fuggì dalla valle verso est, in direzione di Bealach Dunbolg, verso "il riparo degli intrighi selvaggi di Hollywood e di Slieve Gadoe". Brian li inseguì, e si dice che suo figlio Murchad abbia tirato fuori Máel Mórda dall'albero in cui si stava nsacondendo.
L'esercito di Munster-Mide sconfisse quello di Leinster-Dublino; secondo il propagandista Cogadh Gaedhel, la battaglia fu "sanguinosa, furiosa, rossa, valorosa, eroica, virile; dura, crudele e senza cuore"; e che non c'erano così tanti morti dalla battaglia di Magh Rath del VII secolo. Anche i successivi storici considerano determinante questa battaglia. Ó Corráin ne parla come di una "disastrosa sconfitta" di Leinster e Dublino, mentre The dictionary of English history dice che effettivamente la battaglia "calmò" la "disperata rivolta" di Leinster e Dublino. Secondo la tradizione "il figlio del re dei Dani", Harold Olafsson, fu ucciso durante la ritirata, e fu sepolto nell'oscuro cimitero di Cryhelpe. Brian fece prigioniero Máel Mórda di Leinster e lo tenne finché non ricevette gli ostaggi catturati dagli uomini di Leinster. Si dice che 7000 norreni caddero nella battaglia. Questo scontro avvenne in un periodo in cui le guerre erano combattute su scala molto limitata, e gli eserciti erano composti da cento o duecento uomini. Più importante, la sconfitta lasciò la strada per Dublino "libera e scorrevole per le vittoriose legioni di Brian e Maelsechlainn".

## Conseguenze
La vittoria fu seguita da un attacco alla città di Dublino. Il Cogadh Gaedhil re Gallaibh (XII secolo) fornisce due versioni dell'occupazione: che Brian rimase a Dublino da Natale all'Epifania, o da Natale al giorno di Santa Brigida (1º febbraio). I successivi Annali dell'Ulster colloca la data della battaglia di Glenmama al 30 dicembre, mentre gli Annali di Inisfallen affermano che la cattura della città da parte di Brian avvenne due giorni dopo, il 1º gennaio 1000. Secondo i più credibili Annali dei Quattro Maestri e Cronaca degli Scoti, Dublino fu occupata per una sola settimana dalle forze di Munster. In ogni caso, nel 1000 Brian saccheggiò la città, bruciò la fortezza norrena ed espulse il sovrano, re Sigtrygg Barba di Seta.
Secondo il Cogadh Gaedhil re Gallaibh, la fuga di Sigtrygg dalla città lo condusse a nord, prima a Ulaid e poi a Áed di Cenél nEógain. Dal momento che Sigtrygg non poteva trovare rifugio in Irlanda, alla fine fece ritorno, sottomettendosi a Brian, consegnando gli ostaggi, e gli fu ridata Dublino. Avvenne tre mesi dopo che Brian concluse la sua occupazione a febbraio. Nel frattempo Sigtrygg potrebbe essere diventato temporaneamente un pirata, ed essere responsabile di una razzia a St David's in Galles.
Brian concesse la propria figlia avuta dalla prima moglie in sposa a Sigtrygg. A sua volta Brian prese come seconda moglie la madre di Sigtrygg, Gormflaith, al suo terzo marito. La conclusione della rivolta fu seguita da oltre un decennio di pace a Dublino, mentre gli uomini di Sigtrygg servivano nell'esercito di Brian. Sigtrygg non dimenticò mai l'insulto di Ulaid, e nel 1002 ebbe la sua rivincita quando i suoi soldati al seguito di Brian attaccarono Ulaid, saccheggiando le loro terre.